# آجیلی مزرعه
آجیلی مزرعه (نام علمی: Neslia paniculata) نام یک گونه از تیره شب‌بویان است.